# ピエール・カルル
ピエール・カルル（Pierre Carles, 1962年4月2日 - ）は、フランスのジャーナリスト、 ドキュメンタリー映画監督。

## 経歴
社会学者のアラン・アカルドとアメリカ合衆国のドキュメンタリー映画監督マイケル・ムーアに影響を受ける。ボルドーのジャーナリズム学校を卒業後すぐにテレ・リヨン・メトロポールに就職するが、4日後に解雇される。

## 作品
- Juppé, forcément, 1995
- Pas vu pas pris, 1998
- La sociologie est un sport de combat, 2001, ピエール・ブルデューのドキュメンタリー
- Enfin pris ?, 2002
- Attention danger travail, (クリストフ・コエーロとステファン・ゴックスと共同監督), 2003
- Volem rien foutre al païs, (クリストフ・コエーロとステファン・ゴックスと共同監督), 2006
- Ni vieux, ni traîtres, (ジョルジュ・ミナンゴワと共同監督), 2006, アクション・ディレクトのドキュメンタリー
- Le Désarroi esthétique, 2006,